# Pavel Hlava
Pavel Hlava (* 1963, Brno) je Moravan, kterému se při teroristickém útoku 11. září 2001 podařilo natočit nárazy obou letadel do World Trade Center. Jeho nahrávka je jediná, na které jsou na jediné pásce zachycena obě letadla, a jedna z pouze tří známých, které ukazují první náraz (další dvě jsou od bratrů Julese a Gédéona Naudetových a od Wolfganga Staehleho, která má ale nízkou snímkovou frekvenci).

## Vznik nahrávky
Pavel Hlava pochází z Moravy a dříve pracoval jako horník. Do Spojených států odjel pracovat, aby si vydělal na byt. Během cesty do práce ráno 11. září 2001 natáčel z auta svou novou kamerou „videopohlednici“, kterou chtěl poslat domů. Než z Brooklynu vjel mýtnou branou do Brooklynského tunelu, natáčel „dvojčata“ z jihovýchodu a kamera zachytila v 8:46 první letadlo, jak se blíží k severní věži. Náraz do severní strany byl vidět jako závan kouře objevující se z východní strany věže. Pavel Hlava to sledoval jen přes malou LCD obrazovku videokamery, takže v té době kouř nezaregistroval. Když auto z tunelu vyjelo na Manhattanu, viděl nad sebou hořící severní věž. Přitom také natočil náraz druhého letadla do jižní věže. Až po několika týdnech Hlava zjistil, že má na kazetě zaznamenaný i útok na severní věž.

## Prodej nahrávky
Nahrávku nejprve zkusil prodat TV Nova, ta však o ni v té době už neměla zájem. Po několika dalších neúspěšných pokusech, nezdařených mimo jiné kvůli jazykovým problémům, se Hlava myšlenky na prodej nahrávky vzdal. O kazetě se však o něco později náhodou dozvěděl fotograf Walter Karling, který Hlavu kontaktoval a rozhovor s ním těsně před druhým výročím útoků nabídl novinám New York Times. Jakmile o existenci pásky informovaly noviny, objevilo se mnoho zájemců o koupi. Hlavův nadřízený Mike Cohen však měl proti zpeněžení nahrávky morální námitky a kazetu zdarma nabídnul televizní stanici ABC News, která ji 7. září 2003 odvysílala ve svém pořadu This Week, bez souhlasu Pavla Hlavy. Ten televizi upozornil na svá autorská práva a posléze se prostřednictvím právníků dohodli na prodeji vysílacích práv. Brzy poté také Hlava zažaloval newyorskou televizní stanici New York 1, která nahrávku získala také od Cohena, za vysílání nahrávky v rozporu s autorským právem.
Několik desítek tisíc amerických dolarů, které Hlava získal prodejem nahrávky, mu umožnily vrátit se v prosinci 2003 do Česka, koupit si v Brně byt a vybavit noční klub, který pojmenoval Twins.